# Змієподібна ящірка
Змієподібна ящірка (Ophiodes) — рід веретільницеподібних ящірок родини Diploglossidae. Представники цього роду мешкають в Південній Америці.

## Опис
Загальна довжина представників цього роду сягає до 25—27 см. Шкіра має сірувате або зеленувате забарвлення з чорними смугами. Нижня частина тіла блакитна або матово-біла. У змієподібних ящірок є рудиментарні задні лапи довжиною до 1 см з єдиним пальцем.
Змієподібні ящірки віддають перевагу відкритим трав'янистим луках, трапляються у вологих тропічних лісах. Активні здебільшого вдень. Харчуються комахами та дрібними безхребетними. При небезпеці можуть відкидати хвоста. Це яйцеживородні ящірки. Самиці народжують до 3 дитинчат.

## Види
Рід Ophiodes нараховує 6 видів:
- Ophiodes enso Entiauspe-Neto, Marques Quintela, Regnet, Teixeira, Silveira, & Loebmann, 2017
- Ophiodes fragilis (Raddi, 1820)
- Ophiodes intermedius Boulenger, 1894
- Ophiodes luciae Cacciali & Scott, 2015
- Ophiodes striatus (Spix, 1824)
- Ophiodes vertebralis Bocourt, 1881

## Етимологія
Наукова назва роду Ophiodes походить від слова дав.-гр. οφιωδης — змієподібний.